# Isla Isabel (ö i Chile)
Isla Isabel är en ö i Chile.   Den ligger i regionen Región de Magallanes y de la Antártica Chilena, i den södra delen av landet, 2 200 km söder om huvudstaden Santiago de Chile. Arean är 37 kvadratkilometer.
Terrängen på Isla Isabel är platt. Öns högsta punkt är 52 meter över havet. Den sträcker sig 9,0 kilometer i nord-sydlig riktning, och 11,3 kilometer i öst-västlig riktning.